# Terra Incognita (рассказ)
«Terra Incognita» (с лат. — «Неизвестная земля») — рассказ Владимира Набокова, написанный на русском языке. Впервые напечатан 22 ноября 1931 года в парижской эмигрантской газете «Последние новости», впоследствии вошёл в сборник «Соглядатай» (1938). Переведённый при участии автора его сыном Дмитрием, рассказ появился на английском языке в журнале «The New Yorker» 18 мая 1963 года, и позже был включён в сборник рассказов «A Russian Beauty and Other Stories» (1973).

## Сюжет
Рассказчик Вальер, его друг Грегсон и Кук — смахивающий «на шекспировского шута» — сбегают из Зонраки, пытаясь пересечь доселе неизвестную страну и достигнуть холмов Гурано. Их миссия злополучна. У Вальера лихорадка. Кук сбегает с носильщиками бадонцами, припасами и коллекциями. Грегсон и Вальер решают идти дальше, вскоре к ним снова присоединяется раскаивающийся Кук, который, очевидно, отстал от бадонцев. Рассказчик испытывает галлюцинации на протяжении всего путешествия. Время от времени начинают «двусмысленно сквозить» платяной шкаф, потолок, обои, кресло, стакан с чайной ложкой, подушка, но эти образы при более близком осмотре растворяются в окружающей среде. Грегсон и Кук ссорятся и, в конце концов, убивают друг друга. Рассказчик остаётся один, его действительность — тропический мир с двумя трупами; силы постепенно оставляют его. Он пробует записать кое-что, но записная книжка выскальзывает из рук. Шаря по одеялу, он не может её найти.

## Анализ
Набоков, построивший позже более сложные фантастические миры с Земблой и Зоорландией, увлекает читателя в тропический ад Бадонии, расположенной между таинственной землёй Зонраки и неуловимыми холмами Гурано, где аромат Vallieria mirifica смешивается с запахом ипекакуаны (рвотное средство). Вальеру кажется, что он умирает в конце рокового путешествия, но он остаётся рассказчиком, пусть и ненадёжным. Обстановка комнаты больного человека вторгается время от времени в рассказ и, возможно, в самом конце (в виде одеяла) одерживает верх над тропическим эпизодом — галлюцинацией охваченного лихорадкой ума. С другой стороны, тропический опыт может оказаться реальным, и квартира с постелью больного — только порождение угасающего сознания. Переплетаясь, два мира бросают вызов читателю — ему решать, как понимать действительность.